# Karl-Heinz Bußert
Karl-Heinz Bußert (ur. 8 stycznia 1955 w Kirchmöser) – niemiecki wioślarz reprezentujący NRD, złoty medalista olimpijski i wielokrotny medalista mistrzostw świata.

## Kariera
Wystąpił na igrzyskach olimpijskich w Montrealu w 1976, gdzie osada NRD w składzie: Wolfgang Güldenpfennig, Rüdiger Reiche, Karl-Heinz Bußert i Michael Wolfgramm zdobyła złoty medal w czwórce podwójnej. W finale o 1,24 sekundy wyprzedzili osadę ZSRR i o 3,12 sekundy osadę Czechosłowacji. Był to jego jedyny start olimpijski.
W tej samej konkurencji zdobył złoto na mistrzostwach świata w Amsterdamie (1977), mistrzostwach świata w Cambridge (1978), mistrzostwach świata w Bledzie (1979) i mistrzostwach świata w Monachium (1981) oraz srebrne na mistrzostwach świata w Duisburgu (1983) i mistrzostwach świata w Hazewinkel (1985).
W 1976 odznaczony Orderem Zasługi dla Ojczyzny.
Z wykształcenia był mechanikiem, jednak później pracował w Volkspolizei. Następnie ukończył studia na kierunkach wychowania fizycznego i politologii, po czym rozpoczął pracę jako trener w klubie SG Dynamo Poczdam.